# 김형근 (축구 선수)
김형근(한국 한자: 金亨根, 1994년 1월 6일 ~ )은 대한민국의 축구 선수이며 포지션은 골키퍼이다. 현재 부천 FC 1995 소속이다.